# 제이 밴앤덜
제이 밴앤덜(영어: Jay Van Andel, 1924년 6월 3일 ~ 2004년 12월 7일)은 미국의 기업인이다. 그는 1959년 리처드 디보스와 함께, 직접판매 방식의 새로운 사업을 도입해 암웨이를 창립하였다. 2004년 파킨슨병으로 사망했으며, 암웨이는 그의 아들 스티브 밴앤덜이 리처드 디보스의 아들 더그 디보스와 함께 이끌고 있다.
1979년 팬틸드호텔을 인수해 암웨이 그랜드플라자 호텔을 설립했다. 수백만 달러를 기부해 생의학을 연구하는 밴앤덜 연구소를 세우는 등 자선가로서도 활동했다.